# Pedro Filipe Soares
Pedro Filipe Gomes Soares (Castelo de Paiva, 15 de fevereiro de 1979) é um matemático e político português. Atualmente, assume as funções de deputado à Assembleia da República, presidente do grupo parlamentar e dirigente nacional do Bloco de Esquerda.

## Biografia
É licenciado em Matemática Aplicada à Tecnologia pela Faculdade de Ciências da Universidade do Porto, tendo frequentado o Mestrado em Detecção Remota.
É deputado da Assembleia da República, pelo Bloco de Esquerda, desde 2009, desempenhando desde 6 de Dezembro de 2012 o cargo de líder parlamentar da bancada.
Foi o primeiro deputado do Bloco a ser eleito pelo círculo eleitoral de Aveiro, em 2009, tendo sido reeleito em 2011.

## Percurso profissional
Desde muito jovem ligado à investigação matemática, trabalhou em projetos nas áreas do processamento de linguagem natural e a inteligência artificial.
Foi investigador na Universidade de Aveiro, no Instituto de Engenharia Eletrónica e Telemática de Aveiro (IEETA), em 2002.
Entre 2003 e 2009 trabalhou na empresa de consultoria e informática K2C, como programador e gestor de equipas de projetos, para clientes ligados ao universo da Sonaecom e as suas diversas empresas (Optimus, Clix, WEDO, etc.)
Foi responsável por projetos de investigação em matemática aplicada, tais como a utilização de códigos de barras digitais como mecanismo de validação de compras na internet, e a sistemas integrados para a utilização de internet móvel, utilização de sistemas de redes para a introdução do 3G, implementação de sistemas antifraude para companhias de telecomunicações, implementação de sistemas de combate ao uso indevido de redes de telecomunicações e terrorismo.
Integrou igualmente a equipa que desenvolveu a TCS (Traffic Configurable Solution), uma ferramenta informática de software que foi distinguida com o prémio ‘Right Time Business Intelligence’ pelo TheData Warehousing Institute (TDWI), entidade mundial de referência de sistemas.

## Percurso cívico e político
Com ligação a várias associações juvenis, destacou-se desde cedo como ativista, em várias causas sociais, no distrito de Aveiro. As questões do trabalho sempre foram centrais no seu ativismo, tendo acompanhado com especial proximidade os encerramentos das Minas do Pejão, ou de fábricas como a C. J. Clarks, em Castelo de Paiva. Foi o mentor e impulsionador da manifestação estudantil que em 2001 contestou as condições da academia no que respeitava a materiais experimentais, cantinas e alojamento. As condições em Aveiro, por oposição, por exemplo, a Coimbra, levou a que este evento fosse um fiasco e não durasse mais de quinze minutos. Já na altura se prespectivava um grande líder extremista.
A via do associativismo e intervenção cívica conduzem-no à atividade política e a integrar o Bloco de Esquerda em 2003.
Pedro Filipe Soares foi, pela primeira vez, candidato do Bloco de Esquerda aos 22 anos, em 2001, nas listas autárquicas do partido em Castelo de Paiva, enquanto independente.
Aos 27 anos, foi segundo na lista do Bloco nas eleições legislativas de 2005. E entre 2007 e 2009, foi coordenador da concelhia do BE/Santa Maria da Feira. Desde 2005, é membro eleito da Comissão Coordenadora Distrital do BE/Aveiro, órgão que coordena desde maio de 2010.
Foi eleito membro da Comissão Política e membro da Mesa Nacional do Bloco de Esquerda pela V Convenção Nacional, em junho de 2007, tendo sido reeleito nas convenções seguintes (VI Convenção, 2009; VII Convenção, em 2011. Desde 2012 é membro da Comissão Política do Bloco.

### Percurso parlamentar
Eleito deputado pela primeira vez em 2009, integrou até 2011 a Comissão de Assuntos Económicos, Inovação e Energia.
Destacou-se igualmente pelo trabalho desenvolvido na comissão parlamentar de inquérito às Parcerias-Público Privadas (PPP) e na comissão parlamentar de inquérito à Fundação para as Comunicações Móveis.
Entre 2009 e 2011 foi também secretário da Mesa da Assembleia da República. E desde 2011, quando foi reeleito deputado, é o coordenador do Bloco na Comissão de Orçamento, Finanças e Administração Pública, integrando ainda a Comissão dos Negócios Estrangeiros e Comunidades Portuguesas, a Comissão de Assuntos Europeus e o Grupo de Trabalho sobre Comissões Bancarias.
Em 2012 foi eleito líder parlamentar do Bloco de Esquerda, substituindo Luís Fazenda. O seu domínio de áreas sensíveis e com grande centralidade no debate parlamentar, como o Orçamento e Finanças e as contas públicas, assim como a sua combatividade, contribuíram para o reconhecimento entre os seus pares e conduziram à sua eleição como líder parlamentar do Bloco, com apenas 33 anos.
No exercício das funções de deputado manteve sempre uma profunda ligação ao seu distrito de eleição, Aveiro, e uma presença constante nos momentos de luta social no distrito, quer em defesa dos serviços públicos, ou contra a introdução de portagens, quer em defesa dos trabalhadores.
No Parlamento a sua atividade parlamentar caracterizou-se pela articulação do trabalho e produção legislativa com as lutas sociais e os anseios da rua.
A atenção permanente e presença nas lutas sociais valeram-lhe, por exemplo, em Novembro de 2013, um enfrentamento com as autoridades policiais, quando os trabalhadores dos CTT organizaram um piquete de greve para evitar a saída dos camiões da estação de Cabo Ruivo em Lisboa e com o uso da força, a polícia de choque reprimiu os trabalhadores, em desrespeito pelo direito à liberdade sindical e direito de greve.
Em matéria de iniciativa parlamentar destacam-se os projetos que desenvolveu que visavam, nomeadamente:
- a obrigatoriedade do regime de exclusividade dos deputados;
- a criação de mecanismos de salvaguarda para combater a competição fiscal entre países e a fuga de capitais;
- a redução dos preços dos combustíveis e da eletricidade e o combate às rendas abusivas na eletricidade;
- a defesa da famílias endividadas com o crédito à habitação;
- o combate aos custos de manutenção das contas à ordem;
- a introdução de software livre na administração pública, ou a utilização de normas abertas no Estado.
Na liderança do grupo parlamentar do Bloco, a sua capacidade de iniciativa e de diálogo com as restantes bancadas tornaram também possível a apresentação de vários pedidos de fiscalização da constitucionalidade ao Tribunal Constitucional, em conjunto com o PCP e Os Verdes, nomeadamente a fiscalização das normas dos Orçamentos de Estado de 2013 e 2014, suscitando a intervenção do TC quanto aos cortes no subsídio de férias de funcionários públicos e pensionistas, a redução nas prestações sociais em caso de doença e de desemprego, a redução dos salários dos funcionários públicos, ou os cortes nas pensões, entre outras matérias.

### Incidente na greve dos CTT
No dia 28 de novembro de 2013, os trabalhadores dos CTT organizaram um piquete de greve para evitar a saída dos camiões da estação de Cabo Ruivo em Lisboa tendo sido surpreendidos pouco antes da meia-noite com a chegada de um impressionante dispositivo policial, incluindo polícia de choque.
Com o uso da força, a polícia afastou o piquete da zona de saída dos camiões daquela estação de Lisboa. O secretário-geral da CGTP, Arménio Carlos, tal como o líder parlamentar bloquista Pedro Filipe Soares e o deputado do PCP Bruno Dias estavam naquela altura junto do piquete e também procuraram resistir à intervenção da polícia para restringir o direito à greve. 
“Foi um momento triste”, declarou Arménio Carlos aos jornalistas. “Há uns que estão do lado do povo, do país e da economia e outros que são colocados contra o povo e os interesses do país”, acrescentou o líder da CGTP instantes depois de ter sido empurrado pela polícia para o outro lado da rua. O dirigente sindical denunciou que a repressão do piquete pôs em causa “o direito à liberdade sindical e ao direito de greve. Os dirigentes e delegados sindicais estão impedidos de cumprir as suas funções”, prosseguiu Arménio Carlos, apontando aos jornalistas o piquete colocado a muitos metros de distância do local onde é suposto exercer o seu direito protegido pela lei.
“Não há nada pior num país que se diz democrático que é ter uma polícia que em vez de salvaguardar os direitos dos cidadãos e assegurar a lei, seja a primeira a violar a lei a mando do Governo”. Arménio Carlos responsabilizou o Governo e a administração pelo sucedido e prometeu que “isto não vai ficar assim”. 
Por seu lado, Pedro Filipe Soares condenou a “brutalidade na força utilizada sobre estes homens e mulheres que estão a defender os seus postos de trabalho num piquete de greve”. “Houve um desrespeito pelos deputados da Assembleia da República, que foram levados à frente duma polícia de choque, o que não é aceitável numa sociedade democrática”, sublinhou ainda o líder parlamentar bloquista. 
Na sessão plenária da Assembleia da República da sexta-feira seguinte, Pedro Filipe Soares interveio para denunciar o sucedido na noite da véspera, quando acompanhava o piquete de greve dos CTT em Cabo Ruivo (Lisboa), juntamente com o deputado comunista Bruno Dias e o secretário-geral da CGTP Arménio Carlos. Ambos os deputados se identificaram como tal perante a polícia, mas isso não impediu que fossem afastados à força do local onde se encontravam.
"Colocou-se em causa o que é um direito dos deputados desta Assembleia da República, que é o da livre circulação, e, para nós, um ato como esses não pode passar sem uma explicação cabal", afirmou Pedro Filipe Soares, pedindo a intervenção da presidente da Assembleia da República para
esclarecer esta "restrição da liberdade de deputados" por parte do forte contingente da PSP, que incluía a polícia de choque.
Na resposta, Assunção Esteves afirmou que "a função do deputado é sagrada" e que irá tentar "saber rapidamente o que se passou". Como "o dever de reagir e saber é imediato", segundo a presidente da Assembleia da República, acrescentou que não irá.

## Resultados Eleitorais

### Eleições Legislativas
| Data | Partido     | Partido | Circulo eleitoral | Posição     | Cl.     | Votos          | %             | +/-    | Status                                        | Notas |
| ---- | ----------- | ------- | ----------------- | ----------- | ------- | -------------- | ------------- | ------ | --------------------------------------------- | ----- |
| 2005 |             | BE      | Aveiro            | 2.º (em 15) | 4.º     | 19 833         | 5,09 / 100,00 |        | Não eleito                                    |       |
| 2009 | 1.º (em 16) | BE      | Aveiro            | 4.º         | 35 183  | 9,01 / 100,00  | 3,92          | Eleito |                                               |       |
| 2011 | 1.º (em 16) | BE      | Aveiro            | 4.º         | 19 338  | 5,03 / 100,00  | 3,98          | Eleito | Líder do Grupo Parlamentar do BE (desde 2012) |       |
| 2015 | Lisboa      | BE      | 2.º (em 47)       | 3.º         | 125 438 | 10,89 / 100,00 |               | Eleito | Líder do Grupo Parlamentar do BE (desde 2012) |       |
| 2019 | Lisboa      | BE      | 2.º (em 48)       | 3.º         | 100 944 | 9,71 / 100,00  | 1,18          | Eleito | Líder do Grupo Parlamentar do BE (desde 2012) |       |
| 2022 | Lisboa      | BE      | 2.º (em 48)       | 6.º         | 55 786  | 4,72 / 100,00  | 4,99          | Eleito | Líder do Grupo Parlamentar do BE (desde 2012) |       |

### Eleições Autárquicas

#### Câmara Municipal
| Data | Partido | Partido | Concelho         | Posição    | Cl. | Votos | %             | +/- | Status     | Notas | Ref         |
| ---- | ------- | ------- | ---------------- | ---------- | --- | ----- | ------------- | --- | ---------- | ----- | ----------- |
| 2001 |         | BE      | Castelo de P̈aiva | 1.º (em 7) | 4.º | 34    | 0,29 / 100,00 |     | Não eleito |       | [ 7 ] [ 8 ] |